# Richard Swedberg
Richard Hans Albin Swedberg, född 1948 i Stockholm, är en svensk sociolog, som omväxlande varit verksam vid Stockholms universitet och Cornell University, USA. Hans forskningsområden är främst ekonomisk sociologi och sociologisk teori.
Swedberg studerade juridik vid Stockholms universitet, där han 1970 tog juris kandidatexamen. 1978 blev han Ph.D. i sociologi vid Boston College. Från 1986 var han verksam vid sociologiska institutionen vid Stockholms universitet, från 1996 som professor i sociologi, särskilt ekonomisk sociologi. Från 2002 var han professor i sociologi vid Cornell University.
Swedberg har varit en av de mest aktiva i att etablera den nya ekonomiska sociologin inspirerad av Mark Granovetter och andra. Han har givit ut den inflytelserika Handbook of Economic Sociology, och skrivit boken Principles of Economic Sociology. Swedberg har därtill publicerat flera böcker och vetenskapliga artiklar om klassiska sociologiska och ekonomiska tänkare, bland annat Max Weber, Joseph A. Schumpeter och Alexis de Tocqueville.